# عبد الرحيم شاكير
عبد الرحيم شاكير لاعب كرة قدم مغربي ولد في 15 ديسمبر 1986، يلعب في موقع مدافع، في صفوف نادي شباب المحمدية المغربي. و هو لاعب دولي، في صفوف المنتخب المغربي الأول، منذ 2013.

## سيرته الرياضية
انطلقت مسيرة عبد الرحيم شاكير بمدرسة نادي الاتحاد البيضاوي، قبل أن يلتحق للممارسة في صفوف نادي نجم الشباب البيضاوي. في 2007، انتقل لنادي اتحاد المحمدية، أحد أندية الدرجة الثانية المغربية، وا لذي جاوره لمدة ثلاثة مواسم، وقد مر سابقا بالرجاء البيضاوي. و بعد تألقه في صفوف نادي اتحاد المحمدية، أثار شكير اهتمام مجموعة من أندية الصفوة كالوداد والمغرب الفاسي والمغرب أتليتيكو تطوان.

في موسم 2010-2011، وقع شاكير عقدا احترافيا، في صفوف نادي الدفاع الحسني الجديدي، بفضل المدير التقني للفريق الدكالي آنذاك، مبارك بيهي، الذي كان له الفضل في إقناع شاكير بالالتحاق بمشروع نادي الدفاع الجديدي، بقيادة مدربه، آنذاك، فتحي جمال.

خاض شاكير موسمين رفقة الدفاع الجديدي، لعب فيهما 27 مباراة، واحتل رفقة الفريق المرتبة الخامسة في موسم 2011-2012.

في 2012، سينتقل شاكير إلى نادي الجيش الملكي، وفق صفقة بلغت 1.2 مليون درهم مغربي. تحت إمرة رشيد الطاوسي، سيخوض شاكير رفقة الفريق العسكري نهاية كأس العرش 2012 و التي سينهزم فيها أصدقاء شاكير أمام الرجاء البيضاوي بضربات الترجيح

في دجنبر 2012، سيستدعى شاكير ضمن اللائحة النهائية للمنتخب المغربي الأول الذي شارك في كأس أمم أفريقيا 2013، و لعب شاكير رسميا في جميع مباريات المنتخب المغربي، الذي أقصي في الدور الأول للمسابقة.

في موسم 2012-2013، تم توظيف شاكير، في صفوف نادي الجيش الملكي، في مراكز متنوعة، خارج موقعه الدفاعي المعهود، كالوسطين الدفاعي والهجومي.

في 14 ماي 2013، تم توقيف شاكير من طرف الاتحاد الدولي لكرة القدم، لمدة سنة كاملة، خففت لاحقا إلى ستة أشهر (في نونبر 2013)، إثر تقرير حكم مباراة تنزانيا ضد المغرب، برسم تصفيات كأس العالم 2014، حيث تلقى شاكير الورقة الحمراء. اتهم تقرير حكم المباراة شاكير بسوء السلوك والتلفظ بكلمات نابية ومحاولة التهجم عليه. شمل توقيف الاتحاد الدولي جميع المسابقات، المحلية والدولية.
و في نهاية الموسم احتل عبد الرحيم شاكير رفقة زملائه بالنادي العسكري مركز الوصيف بالدوري المغربي 2012-2013.

## الإنجازات
الرجاء الرياضي
- البطولة الوطنية المغربية (1) : 2020
- كأس العرش (1) : 2017
- كأس الكونفيدرالية الأفريقية (2) : 2018، 2021
- كأس السوبر الأفريقي (1) : 2019

## إحصائياته
| المواسم   | النادي              | عدد مرات الظهور | عدد الأهداف |
| --------- | ------------------- | --------------- | ----------- |
| 2006-2010 | نادي شباب المحمدية  | ؟؟              | ؟؟          |
| 2010-2011 | نادي الدفاع الجديدي | 27              | 0           |
| منذ 2011  | نادي الجيش الملكي   | 37              | 2           |

## وصلات خارجية
- عبد الرحيم شاكير على موقع الاتحاد الدولي (مؤرشف)  (الإنجليزية)
- عبد الرحيم شاكير على موقع قاعدة بيانات كرة القدم.إي يو (الإنجليزية)
- عبد الرحيم شاكير على موقع ناشيونال فوتبول تيمز (الإنجليزية)
- عبد الرحيم شاكير على موقع Soccerway.com (الإنجليزية)
- جذاذة تعريفية لعبد الرحيم الشاكير من موقع footballdatabase.eu